# Chroniques géorgiennes

Les Chroniques géorgiennes, version de la Reine Ana.

Les Chroniques géorgiennes désignent conventionnellement le principal recueil de textes historiques médiévaux de Géorgie Kartlis Tskhovreba (en géorgien ქართლის ცხოვრება), littéralement  « Vie du Kartli », le Karthli  étant la  région de la Géorgie ancienne et médiévale connue dans l’Antiquité classique et encore sous l’Empire byzantin sous le nom d’Ibérie du Caucase. Les chroniques sont également connues sous le nom  d’« Annales royales de Géorgie » car elles constituent l'essentiel du corpus officiel de l’histoire du royaume de Géorgie,.

## Composition
Les  Chroniques consistent en une série de textes distincts généralement datés du IXe au XIVe siècle. La datation de ces travaux comme l’identification de leurs auteurs (i.e., Léonti Mroveli et Djouancher Djouancheriani) sont le sujet de débats entre les spécialistes universitaires.
Bien que plusieurs spécialistes en lexicographie géorgienne considèrent, le XIe siècle comme l'époque de la première rédaction du corpus, un nombre croissant d’experts modernes tend à accepter l’hypothèse du professeur Cyrille Toumanoff, qui estime que les premiers textes du Kartlis Tskhovreba ont été composés vers l'an 800. Les  textes suivants du corpus ont été ajoutés au XIVe siècle.
La version officielle et définitive a été éditée par une commission d’historiens réunie autour du prince Vakhoust, sous le patronage et l’autorité de son père le roi Vakhtang VI de Karthli au début du XVIIIe siècle.
Pendant le XIe siècle, les trois premiers textes ci-dessous constituèrent un premier corpus couvrant l’histoire de la Géorgie des premiers temps légendaires jusqu’au règne du roi Vakhtang Gorgasali (452–502/522) et à la mort du descendant de ce même roi Vakhtang, Artchil, vers (786) :
- l'« Histoire des Rois et des Patriarches des Géorgiens » ;
- l'« Histoire du roi Vakhtang Gorgasali » ;
- le « Martyre de saint Archil ».

Au milieu du XIIe siècle, deux  autres textes sont ajoutés :
- la « Chronique du Karthli » qui reprend l’histoire de Géorgie de la fin du VIIIe siècle au règne du premier roi de la Géorgie unifiée, Bagrat III (1008-1014), et poursuit jusqu’aux premières années de règne de Georges II (1072-1089) ;
- l’« Histoire du Roi des Rois David » qui continue l’histoire précédente et se centre sur le règne du roi David IV (1089-1125)[1].

| Nom                                                    | Nom géorgien                                                   | Translittération                                                 | Date              | Auteur                           | Période couverte                 |
| ------------------------------------------------------ | -------------------------------------------------------------- | ---------------------------------------------------------------- | ----------------- | -------------------------------- | -------------------------------- |
| « Histoire des Rois et des Patriarches des Géorgiens » | ცხოვრება ქართუელთა მეფეთა და პირველთაგანთა მამათა და ნათესავთა | tskhovreba kartuelta mepeta da pirveltaganta mamata da natesavta | IXe ou XIe siècle | Léonti Mroveli (?)               | IVe siècle av. J.-C. – Ve siècle |
| « Histoire du roi Vakhtang Gorgasali »                 | ცხოვრება და მოქალაქეობა ვახტანგ გორგასლისა                     | tskhovreba da mokalakeoba vakhtang gorgaslisa                    | ca. 800           | Djouancher Djouancheriani        | Ve – VIIIe siècles               |
| « Martyre de saint Artchil »                           | წამება წმიდისა და დიდებულისა არჩილისი                          | tsameba tsmidisa da didebulisa archilisi                         | IXe ou XIe siècle | Djouancheriani ou Léonti Mroveli | 736–786                          |
| « Chronique du Karthli »                               | მატიანე ქართლისა                                               | matiane kartlisa                                                 | XIe siècle        | Anonyme                          | 786–1072                         |
| « Histoire du Roi des Rois David »                     | ცხოვრება მეფეთ მეფისა დავითისი                                 | tskhovreba mepet mepisa davitisi                                 | XIIe siècle       | Anonyme                          | 1072–1125                        |
| « Histoire des Bagratides »                            | ცხოვრება და უწყება ბაგრატონიანთა                               | tskhovreba da utsqeba bagratonianta                              | XIe siècle        | Soumbat Davitis-Dze              | VIe siècle–1031                  |
| « Histoires & Eulogies des Souverains »                | ისტორიანი და აზმანი შარავანდედთანი                             | istoriani da azmani sharavandedtani                              | XIIIe siècle      | Anonyme                          | 1156-1212                        |
| « Histoire des Cinq Règnes »                           | ლაშა-გიორგის დროინდელი მატიანე                                 | lasha-giorgis droindeli matiane                                  | 1223              | Historien de Georges IV          | 1125-1223                        |
| « Histoire de la Reine des Reines Tamar de Géorgie »   | ცხოვრება მეფეთ მეფისა თამარისი                                 | tskhovreba mepet mepisa tamarisi                                 | XIIIe siècle      | Anonyme                          | 1184–1210/1213                   |
| « Chronique de Cent Ans »                              | ასწლოვანი მატიანე                                              | astslovani matiane                                               | XIVe siècle       | Anonyme                          | 1212-1318                        |

## Manuscrits
La plus ancienne version connue de la « Chronique géorgienne » est rédigée en arménien. la Chronique abrégée, adaptation de L’Histoire de la Géorgie (Patmut'iwn Vrats), fut probablement exécutée au XIIe siècle avec huit manuscrits existant recopiés au cours de la période 1279-1311. Il s'agit d'une version courte attribuée à Djouancher qui retrace l'histoire de la Géorgie des origines légendaires à la fin du règne de David IV de Géorgie.
La copie la plus complète des manuscrits en géorgien du Kartlis Tskhovreba est relativement récente, avec comme partie la plus ancienne l'« Anaseuli » ou « codex de la Reine Anna », qui date de la période 1479-1495.
Une autre version principale, le « Mariamiseuli » ou « codex de la Reine Mariam », est une copie des années 1633-1645/1646.
De nombreuses traductions ont été réalisées : en français avec Marie-Félicité Brosset au XIXe siècle, en russe, en anglais et en allemand, mais chacune ne couvre seulement qu'un certain nombre de ces textes.

## Authenticité
Quelques universitaires plus récents comme Ivane Javakhishvili se sont interrogés sur l’authenticité des plus anciens composants de la Chronique géorgienne. Ils ont appelé à la plus grande prudence lorsqu'on les utilise. C’est ainsi que des faits strictement historiques sont souvent mêlés à des mythes, d'où une certaine difficulté à discerner la vérité historique de la mythologie.
Cependant, les analyses critiques faites à partir d’autres sources, dont les auteurs de l'Antiquité classique, et une série d’études archéologiques récentes ont prouvé la fiabilité de bon nombre d’éléments des Chroniques. Ces textes concernent non seulement l’histoire de la Géorgie, mais également celle de l’Arménie et du Caucase en général, l'Iran, la Syrie, l'Anatolie, l’Empire romain, les Khazars et les Turcs.